# Mikropożyczka
Mikropożyczka – niewielka pożyczka udzielana przez instytucje finansowe.
Inne znaczenie przybiera mikropożyczka oferowana przez instytucje bankowe. W tym wypadku wysokość zobowiązania sięgać może nawet 50 000 zł. Mikropożyczki bankowe zaciągane są na cele związane z uruchomieniem bądź prowadzeniem działalności gospodarczej. O taki rodzaj pomocy finansowej głównie starają się studenci, absolwenci studiów, pracownicy naukowi, którzy planują założyć innowacyjną firmę. W odróżnieniu od dotacji mikropożyczki podlegają zwrotowi.